# Povenets
Poventsa
Povenets (Повене́ц, carélien : Poventsa) est une commune urbaine situé en Russie en république de Carélie, faisant partie du raïon de Medvejiegorsk, au sein de la municipalité de Povenets, dont elle-est le chef-lieu. Un monument aux prisonniers du Goulag, morts pour la construction du canal de la mer Blanche est édifié à Povenets.

## Géographie
Le village se trouve au bord du lac Onega à la confluence de la rivière Poventchanka à 26 kilomètres à l'est de la gare de chemin de fer de Medvejia Gora (sur la ligne Saint-Pétersbourg-Mourmansk).
Il se trouve au début du canal de la mer Blanche. Il est relié par la route à Medvejiegorsk et à Poudoj.

## Population

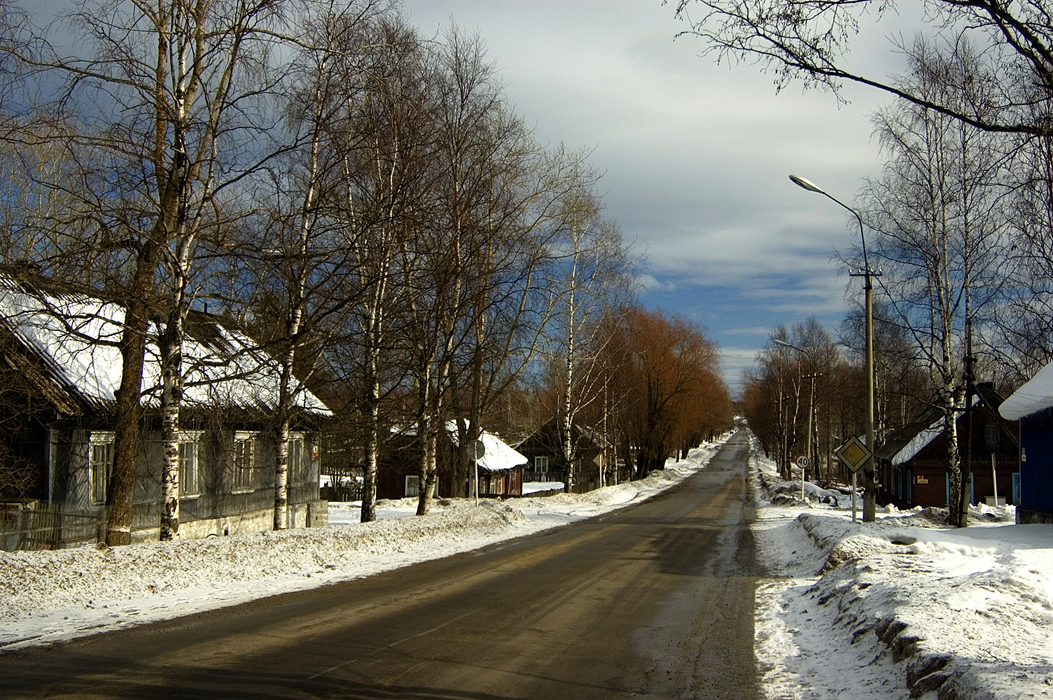
Vue au mois de mars.

Sa population était de 4 208 habitants en 1989, de 2 209 habitants en 2010, de 1 750 habitants en 2020 et de 1 711 habitants en 2021.

## Culte
L'église Saint-Nicolas (éparchie de Petrozavodsk) a été construite en 2003.

## La ville et ses monuments
Un monument aux prisonniers morts lors de la construction du canal est édifié à Povenets.